# ボヤン・ブルノヴィッチ
ボヤン・ブルノヴィッチ（Бојан Брновић/Bojan Brnović、1979年2月10日 - ）は、ユーゴスラビア（現モンテネグロ）出身の元サッカー選手。現役時代のポジションはフォワード。
元ユーゴスラビア/セルビア・モンテネグロ代表ミッドフィールダーのネナド・ブルノヴィッチは弟、元モンテネグロ代表ディフェンダーのヴラド・イェキッチは義理の兄弟。
弟のネナドとともにFKゼタ・ゴルボヴツィの中心選手として活躍し、同郷のデヤン・サビチェビッチ監督時代の2002年にはユーゴスラビア代表にも招集された。ネナドに先駆け国内の強豪であるパルチザン・ベオグラードに移籍するも定位置を掴めず、2005年からはハンガリーのクラブに所属した。

## 所属クラブ
- 1997-1999  FKザビェロ
- 1999-2000  OFKムラドスト・アパティン
- 2000-2003  FKゼタ・ゴルボヴツィ
- 2003-2005  パルチザン・ベオグラード

2004-2005 → FKオビリッチ（レンタル移籍）
- 2005-2007  デブレツェニVSC
- 2007-2010  ジェールETO FC

2010  ディオーシュジュールVTK
- 2011-2012  FKチェリク・ニクシッチ
- 2013-2014  エベシュKKSE
- 2014  ビアトルバージ